# As-Sabiqun
El grup As-Sabiqun (en àrab: السابقون) és una organització islàmica estatunidenca, dirigida pel seu fundador, l'imam Abdul Alim Musa, té la seu central a Washington DC, i sucursals a Oakland, Filadèlfia, Los Angeles, San Diego i Sacramento. L'organització As-Sabiqun ha estat qualificat com un grup d'odi per part de la Lliga Antidifamació i el Centre legal per a la pobresa del sud.
El grup As-Sabiqun, va ser creat per un ciutadà musulmà afroamericà, l'imam Abdul Alim Musa, a principis de la dècada de 1990, a la mesquita Masjid Al-Islam, a Oakland, Califòrnia. El nom de l'organització As-Sabiqun, prové de l'idioma àrab, i fa referència al grup dels primers creients de l'islam. La direcció del grup ha pronunciat nombrosos discursos als Estats Units i a l'estranger, oferint la seva anàlisi i contribuint amb els seus esforços per resoldre els problemes contemporanis del món islàmic modern i de l'Amèrica urbana. L'objectiu principal del grup és l'establiment d'un estat islàmic modern, un califat governat per la xaria, la llei islàmica.